# William Harold Lambert
William Harold Lambert, britanski general, * 1905, † 1978.